# لینا برونل
لینا برونل (استونیایی: Liina Brunelle؛ زادهٔ ۱۲ اکتبر ۱۹۷۸) هنرپیشه اهل فرانسه متولد استونی است.